# Тоболів
То́болів —  село в Україні, в Шептицькому районі Львівської області. Населення становить 64 особи.

## Відомі люди
- Свистун Пилип Іванович — український письменник і педагог.